# Casa al carrer Sant Elm, 22 (Tossa de Mar)
La Casa al carrer Sant Elm, 22 és un edifici del municipi de Tossa de Mar (Selva) que formava part de l'Inventari del Patrimoni Arquitectònic de Catalunya.

## Descripció
És un edifici situat entre mitgeres de quatre plantes, arrebossat i pintat de blanc. A la planta baixa hi ha un comerç i la porta d'accés als pisos superiors. Juntament amb les façanes del carrer Nou Sardanes i Sant Pere, forma part d'un bloc de pisos. Al primer i segon pis hi ha balcons estrets i no emergents i al tercer pis, un badiu. Tot plegat és d'estil funcional i sense cap decoració especial. Es tracta de la creació d'un bloc de pisos moderns dins el centre de Tossa.
Fins als anys 84-85 del segle XX era una casa de tres plantes amb portal emmarcat de pedra i porta de fusta a l'estil tradicional de la Vila nova de Tossa, és a dir, amb doble porta i decoració de fusteria barroca, vegetal i geomètrica, sobre l'obertura d'ús més comú en forma d'arc. La porta tenia una gran llinda monolítica amb arc rebaixat que contenia el nom de l'antic propietari: Bta. FONT. Com la majoria de les cases típiques de finals del segle xviii i XIX era arrebossada i amb emmarcaments d'obertures de pedra en grans blocs senzillament motllurats.

## Història
Es tracta d'un edifici originari del segle xviii i reformat durant els segles XIX i XX. En aquest cas, la casa es va tirar a terra a mitjans dels anys 80 i es va construir l'actual bloc de pisos.
Bona part de les cases i els carrers de la vila nova de Tossa són originàries del segle xviii, quan la vila va suportar un creixement econòmic i demogràfic que va urbanitzar aquesta zona. Moltes d'elles, malgrat haver-se reformat interiorment i exteriorment, han conservat restes de les cases originals, com ara llindes gravades o finestres motllurades de pedra. D'altra banda, aquests elements són, la major part de les vegades, els únics elements conservats.
Aquest edifici destacava per ser un dels edificis característics de la nova urbanització de la Tossa de finals del segle viii. El treball artístic de la fusta de les portes de la majoria d'aquestes cases es devien a la família d'artistes i fuster de Cas Martí.